# 半経験的分子軌道法
半経験的分子軌道法（はんけいけんてきぶんしきどうほう、英: semi-empirical molecular orbital method）では、ハートリー-フォック方程式を解く際に経験的パラメータを使用して、分子の電子状態を計算する。ab initio分子軌道法に比べ計算量が大幅に減少するため、大きな分子を取り扱うのに有利である。また、経験的パラメータを用いることによって電子相関効果の一部を含むことができる。その近似方法には、省略する分子積分や用いるパラメータによって多くの手法が存在する。
- パリサー・パー・ポープル (PPP) 近似:  π電子のみを扱う。特に共役化合物の計算に有効であった。
- CNDO/2、INDO（英語版）:  全原子価電子を扱う。それぞれ、Complete Neglect of Differential Overlap（電子反発積分内の微分重なりを無視するという意）、Intermediate Neglect of Differential Overlap（CNDOで無視された電子積分の一部は評価する）の略称である。スレーターの原子軌道を用いた分子積分に合うようにパラメータ化されている。
- MNDO、AM1（英語版）、PM3、PM6:  全原子価電子を扱う。実験的に得られた生成熱、双極子モーメント、イオン化ポテンシャル、分子構造などに計算結果が合うように分子積分パラメータを調整した方法。MOPACなどのソフトウェアにより広く使われている。